# Ignacio Vidal-Folch
Ignacio Vidal-Folch Balanzó (Barcelona, 1956) es un escritor y periodista español.

## Biografía
Hermano del periodista Xavier Vidal-Folch, comenzó como escritor de cómics colaborando desde principios de los años 80 en diversos tebeos y llegando a ser coordinador de Bésame Mucho en 1982.
Sus primeros libros —El arte no paga y No se lo digas a nadie—, de carácter marcadamente satírico, en la estela de los experimentos formales de Valle Inclán y Bustos Domecq, se publicaron a mediados de los años ochenta. 
Esa década y la siguiente estuvo especialmente activo como periodista. Dirigió sucesivamente la sección de cultura de los periódicos La Vanguardia de Barcelona y ABC de Madrid. 
En los años 1989, 1990 y 1991, durante la transición a la democracia de los países del bloque soviético, fue corresponsal volante del rotativo madrileño en las principales capitales del Este de Europa. 
Desde 1995 es colaborador independiente y esporádico de prensa, especialmente del diario El País y del semanario Tiempo. 
Con Ramón de España, publicó en 1997 el ensayo El canon de los cómics que incidía especialmente en el cómic europeo y los valores de la narración sobre los de la ilustración.
Sus últimas novelas, sin renunciar a la veta del humor, se inscriben en la tradición realista y abordan conflictos significativos de la actualidad en diferentes países y ámbitos: el argumento de La libertad (1995) trata sobre la revolución democrática en Rumanía; La cabeza de plástico (1999), sobre el mercado y las prácticas del arte contemporáneo internacional; Turistas del ideal (2005), sobre el filisteísmo cultural y político; Contramundo (2006), sobre la mentalidad nacionalista. Amigos que no he vuelto a ver (1997) y Noche sobre noche (2010) son compendios de relatos, ambientados en diferentes escenarios europeos.
Algunos de los artículos publicados en 2008 y 2009 en El País sobre escenarios singulares de su ciudad natal han sido reunidos en libro bajo el título Barcelona, museo secreto. 
Fue guionista y presentador del programa literario Nostromo, emitido por La 2 de Televisión Española entre 2010 y julio de 2012. El primer año constó de 22 programas, el segundo de 20 y el tercero de 1 siendo invitados escritores como Andrés Trapiello, Eduardo Mendoza, Enrique Vila-Matas, Juan José Millás, Juan Manuel de Prada, Ángeles Caso, Mario Vargas Llosa, Pere Gimferrer, Javier Cercas, Ana María Matute o Esther Tusquets.

## Obras
| Años | Título                        | Tipo                       | Publicación                             | Colaborador                            |
| ---- | ----------------------------- | -------------------------- | --------------------------------------- | -------------------------------------- |
| 1980 | Crónica negra                 | Serial de cómic, 3 números | Joan Navarro                            |                                        |
| 1984 | Chantal                       | Serie de cómic             | Cimoc                                   | Pepe González (dibujante)              |
| 1984 | Roberto Ruina                 | Serie de cómic             | Cairo                                   | Roger (dibujante)                      |
| 1984 | Perico Carambola              | Serie de cómic             | El Víbora, Complot!, TBO, La Vanguardia | Gallardo (dibujante)                   |
| 1985 | El arte no paga               | Cuento                     | Anagrama                                |                                        |
| 1987 | No se lo digas a nadie        | Novela                     | Anagrama                                |                                        |
| 1994 | Roberto España y Manolín      | Serie de cómic             | Viñetas                                 | Gallardo (dibujante)                   |
| 1994 | Esto es así                   | Serie de cómic             | La Vanguardia                           | Gallardo (dibujante)                   |
| 1995 | La libertad                   | Novela                     | Anagrama                                |                                        |
| 1997 | Amigos que no he vuelto a ver | Cuento                     | Anagrama                                |                                        |
| 1997 | El canon de los cómics        | Ensayo                     | Glénat                                  | Ramón de España                        |
| 1998 | Héroes modernos               | Cómic                      | Glénat                                  | Gallardo (dibujante)                   |
| 1999 | La cabeza de plástico         | Novela                     | Anagrama                                |                                        |
| 1999 | Más lejos y más abajo         | Cuento                     | Noche de Relatos N.º 9, NH Hoteles      |                                        |
| 2005 | Turistas del ideal            | Novela                     | Destino                                 |                                        |
| 2006 | Contramundo                   | Novela                     | Destino                                 |                                        |
| 2009 | Barcelona: Museo secreto      | Ensayo-guía de la ciudad   | Ed. Alcar                               |                                        |
| 2010 | Noche sobre noche             | Cuento                     | Destino                                 |                                        |
| 2011 | Grandes borrachos daneses     | Ensayo                     | Cuadernos Alfabia                       | Lars Bang Larsen (historiador de arte) |
| 2012 | Lo que cuenta es la ilusión   | Dietario, 2007-2010        | Destino                                 |                                        |
| 2014 | Pronto seremos felices        | Novela                     | Destino                                 |                                        |

## Premios
- Premio Best Script del Barcelona International Comic Fair (1995) por Perico Carambola.[15]
- Premio Mario Vargas Llosa NH de Relatos (1998) por Más lejos y más abajo[16]